# César Córdoba
César Córdoba Avilés (Barcelona, España; 23 de octubre de 1980) es un kickboxer y boxeador español profesional, dos veces campeón del mundo en la federación WKN.

## Títulos

### Kickboxing
- 2011 Campeón del Mundo de K-1 Reglas WKL.[1]
- 2010 WKN Reglas Oriental Super Light Heavyweight Campeón del Mundo -85,5 kg.
- 2005 Reglas WKN Oriental Súper campeón mundial peso -79,4 kg.
- Campeón de Kick boxing español

### Boxeo
- 2014 campeón de peso cruiser español
- 2008 Campeón BOXAM

## Combates boxeo
| 9 Victorias (8 nocauts, 1 decisión), 1 Derrotas, 0 Empates |        |                       |      |                |            |                                                                  |                                |
| Resultado                                                  | Récord | Oponente              | Tipo | Asalto, Tiempo | Fecha      | Localización                                                     | Notas                          |
| D                                                          | 9-1    | Sylvera Louis         | TKO  | 7 (8)          | 2015-10-24 | Pabellón de la Vall d'Hebron, Barcelona, Cataluña                |                                |
| V                                                          | 9-0    | Arturs Kulikauskis    | TKO  | 4 (6)          | 2015-07-10 | Torrequebrada Hotel & Casino, Benalmadena, Andalucía             |                                |
| V                                                          | 8-0    | Gogita Gorgiladze     | TKO  | 2 (6)          | 2015-05-16 | Palacio de los Deportes, San Pedro de Alcántara, Andalucía       |                                |
| V                                                          | 7-0    | Ibrahim López         | TKO  | 5 (10)         | 2014-11-01 | Pabellón Pancho Camurria, Santa Cruz de Tenerife, Islas Canarias | Titulo español de peso crucero |
| V                                                          | 6-0    | Julien Guibaud Ribaud | TKO  | 1 (6)          | 2014-05-10 | Pabellón Sferic, Tarrasa, Cataluña                               |                                |
| V                                                          | 5-0    | Carlos Caicedo        | KO   | 1 (4)          | 2014-02-15 | Pabellón Sferic, Tarrasa, Cataluña                               |                                |
| V                                                          | 4-0    | Álvaro Terrero        | TKO  | 3 (6)          | 2013-02-02 | Tarrasa, Cataluña                                                |                                |
| V                                                          | 3-0    | Merdjidin Yuseinov    | TKO  | 3 (6)          | 2012-04-14 | Barcelona, Cataluña                                              |                                |
| V                                                          | 2-0    | Nuno Lagarto          | TKO  | 3 (4)          | 2011-10-15 | Barcelona, Cataluña                                              |                                |
| V                                                          | 1-0    | Prudencio Cabrera     | PTS  | 4 (4)          | 2011-07-03 | Sant Adria del Besos, Cataluña                                   | Debut profesional.             |